# Ōkubo Tadamasa
Ōkubo Tadamasa (大久保忠方?  15 de junio de 1692 – 20 de noviembre de 1732) fue el cuarto daimio del dominio de Odawara de la provincia de Sagami (actual prefectura de Kanagawa) a mediados del período Edo en Japón. Su título de cortesía fue Kaga no Kami.

## Biografía
Ōkubo Tadamasa fue el sexto hijo de Ōkubo Tadamasu, el segundo daimio de Odawara. Nació en la residencia Ōkubo en Edo. Se convirtió en líder del clan y daimio de Odawara tras la muerte de su padre en 1713. En ese momento, 6000 koku de sus ingresos se transfirieron a su hermano menor.
Tadamasa enfrentó la abrumadora tarea de intentar reducir la enorme deuda contraída por su padre con el shogunato Tokugawa debido al gran terremoto de Genroku y la erupción del monte Fuji de la era Hōei, las malas cosechas y las inundaciones. Aunque alentó la migración de artesanos a Odawara y la apertura de nuevas tierras de arroz, los altos impuestos y la inflación cada vez más severa provocaron disturbios civiles en Odawara-juku. Tadamasa murió de una enfermedad el 20 de noviembre de 1732, en la residencia de Edo. Su tumba está en el templo del clan de Saisho-ji en Setagaya, Tokio.
Tadamasa estaba casado con una hija adoptiva de Yanagisawa Yoshiyasu, el asesor principal del Shōgun Tokugawa Tsunayoshi .